# Laelia japonibia
Laelia japonibia är en fjärilsart som beskrevs av Embrik Strand 1911. Laelia japonibia ingår i släktet Laelia och familjen tofsspinnare. Inga underarter finns listade i Catalogue of Life.